# Стрэттон, Фредерик Джон Мэриан
Фредерик Джон Мэриан Стрэттон (англ. Frederick John Marrian Stratton; 1881—1960) — английский астроном.

## Биография
Родился в Бирмингеме, в 1904 году окончил Киз-колледж Кембриджского университета. До 1928 года преподавал в этом колледже математику и астрономию, с 1919 был его руководителем. С 1905 года работал также в обсерватории Кембриджского университета, в 1913—1914 — заместитель директора Обсерватории солнечной физики в Кембридже. В 1928—1947 — директор Обсерватории солнечной физики и профессор астрономии Кембриджского университета. Работал в Кембриджской обсерватории.
Основные труды в области исследований Солнца и новых звезд. В 1939 совместно с У. Мэннингом опубликовал атлас спектра Новой Геркулеса 1934, составленный на основе спектрограмм, полученных в различных обсерваториях, — единственный атлас, отражающий изменения спектра новой звезды на протяжении длительного времени. Активно изучал другие новые — Новую Персея 1901, Новую Ящерицы 1910, Новую Близнецов 1912. Участвовал в кембриджских экспедициях для наблюдения солнечных затмений — на Суматру (1926) и в Норвегию (1927), возглавлял кембриджские экспедиции в Сиам (1929), Канаду (1932) и Японию (1936) для наблюдения солнечных затмений. Во время наблюдений в 1926 совместно с К. Дэвидсоном получил спектры хромосферы, которые позволили впервые отождествить многие хромосферные линии.
Член Лондонского королевского общества (1947). Генеральный секретарь Международного астрономического союза в 1925—1935, генеральный секретарь Международного совета научных союзов (1937—1952), президент Королевского астрономического общества (1933—1935), президент Кембриджского философского общества (1930—1931), член многих академий наук и научных обществ. Автор сочинения по истории Кембриджской обсерватории.
Лауреат премии имени П. Ж. С. Жансена Французского астрономического общества (1952).

## Память
В 1970 г. Международный астрономический союз присвоил имя Фредерика Стрэттона кратеру на обратной стороне Луны.